# Koncilna dvorana, Konstanca
Koncilna dvorana ali Stavba sveta (pravzaprav Kaufhaus - veleblagovnica) je znamenitost v Konstanci na obali Bodenskega jezera. Trinadstropna, masivna kamnita stavba z nepravo šotorasto streho je bila zgrajena leta 1388 kot skladišče za potujoče in lokalne trgovce in je skoraj 500 let služila kot trgovski center za blago v pristanišču Konstanca. Med koncilom v Konstanci leta 1417 je v tej prostorni stavbi potekal konklave za izvolitev papeža Martina V. Velja za največjo ohranjeno srednjeveško posvetno stavbo v južni Nemčiji in se od leta 1912 uporablja kot restavracija, plesna dvorana in kongresni center.

## Zgodovina

### Trgovska hiša
Odločitev za njeno gradnjo sega v obisk delegacije milanskih trgovcev leta 1387. Iskali so izhodišče za trgovino na dolge razdalje, ker so švicarske vojne spremenile pot jug-sever čez Alpe. Takrat je skozi Konstanco šel velik del blaga, s katerim se je trgovalo med severno Italijo in Zgornjim Renom.
Trgovsko hišo (Kaufhaus) je zgradilo svobodno cesarsko mesto Konstanca. Resolucija sveta iz leta 1387 je določala, »v katerem se da skrbeti in hraniti blago milanskih Italijanov in drugih tujih ljudi in naj bo trajno«. Gradnja pod vodstvom mojstra Arnolda se je začela marca 1388 in je trajala do leta 1391. Hiša je bila predana v namen skladišča. Blago je bilo začasno skladiščeno v pritličju, trajno blago je bilo skladiščeno v zgornjem nadstropju, delovale so tudi trgovine.
Zgrajena na temelju stotih hrastovih stebrov v vlažni strugi jezera, je stala neposredno na takratni obali jezera in je bila del vzhodne mestne utrdbe (mestno obzidje). Zato ni bilo daleč od pomembnih tržnic na trgu (jug) in ribarnice (sever). Pred stavbo je bila v jezero nasuta ravna pristajalna ploščad. V erkerje so bili nameščeni žerjavi, s katerimi se je blago dvigovalo neposredno z ladij ali ravnega pristana v zgornja nadstropja. Blago je prišlo iz ustja Rena z ladjo čez jezero v Konstanco.

### Koncil
Leta 1417 je med koncilom v Konstanci tu potekala izvolitev novega papeža, ki naj bi končala Veliki zahodni razkol. Same velike seje Sveta so potekale v Konstanškem Münstru. Trgovska hiša je bila največja posvetna stavba v mestu in jo je bilo mogoče tudi preurediti, da bi bila varna za vohune. Med udeleženci Sveta je bil zelo velik strah, da bodo volitve na nek način izpodbijane in neveljavne. Zato so bila okna zaprta, razen ozke reže; okoli stavbe je bila postavljena ograja, številni stražarji so jo naredili za vojaško varnostno območje. Notranjost je bila razdeljena na 56 posameznih celic, v katerih so bili nastanjeni vsi kardinali in šest predstavnikov vsake od petih sodelujočih držav. Konklave je trajala od 8. do 11. novembra 1417 in se je končala z razglasitvijo Habemus papam (»imamo papeža«): Oddo di Colonna je bil izvoljen za novega in edinega papeža Martina V. Papeško kronanje je potekalo na tribuni pred Konstanškim Münstrom.
Papeške volitve so bile edini pomemben sakralni dogodek v zgodovini stavbe. Kot trgovska hiša je služila vse do 19. stoletja, tu so prirejali tudi sejme. Napis na južni strani spominja na konec razkola.

### Nadaljnja uporaba
Ker mesto ni imelo denarja za vzdrževanje, so se carinski organi leta 1836 v stavbo preselili in dodali nizek prizidek, tako imenovano Patronentasche. Današnji pristaniški objekti so bili zgrajeni med letoma 1839 in 1842, kar je obalo jezera odmaknilo od trgovske hiše. Konstanca je bila leta 1863 priključena na železniško omrežje. Železniška proga je šla tik mimo stavbe proti zahodu, skozi pritličje pa je bil speljan tir – a je ta že zdavnaj odstranjen. 
V zadnji tretjini 19. stoletja so prevladovale razprave o nadaljnji usodi stavbe. Dostavljenih je bilo več neoklasicističnih in neogotskih preureditev, ki pa zaradi finančnih razlogov niso bile izvedene.
Stavbo je do leta 1872 uporabljala carina, nato do leta 1910 kot tržnica. Ob koncu prve svetovne vojne je stavba sveta služila kot vojaška bolnišnica. V Patronentasche so občinske restavracije s teraso spredaj.

### Preureditve in prenove (20./21. st.)
Nazadnje je bila leta 1910 odobrena preureditev v restavracijo in plesno dvorano, ki je trajala do leta 1911. Nastala je restavracija, koncertna dvorana za okoli 600 ljudi, vrtna terasa ter velika kongresno-plesna dvorana s sodobno tehnično opremo. Med drugim so podrli Patronentasche in zgradili novo sobo za goste, vzhodno stran stavbe pa dvignili za 22 centimetrov, saj se je skozi stoletja v primerjavi z zahodno povesila za dobrega pol metra. Konstanški gradbeni mojster Paul Jordan je zasnoval preddverje in stopnice. Slavnostna inavguracija je bila 14. maja 1912.
V letih 1967 do 1970 je sledila še prenova. Zavarovana je bila zgodovinska stavbna konstrukcija, obnovljen in tehnično posodobljen je bil gostinski prostor, obnovljeni so bili električni in sanitarni objekti ter požarna oprema, streha je bila ponovno pokrita s starimi strešniki, vendar z novimi letvami. 15. marca 1970 je bila obnovljena stavba slovesno ponovno odprta. Poleg restavracije se "Koncilna dvorana" zdaj uporablja za kongrese, koncerte, pustne dogodke in zasebna praznovanja.
V letih do velikega svetniškega jubileja (2014–2018) je bila stavba ponovno preurejena in posodobljena, od dodatnih shramb in sanitarij v kleti (tudi pod preddverjem) do razširitve strehe nad zgornjo vežo. postati shramba za javne prireditve.

## Arhitektura
Trgovska hiša ali Koncilna dvorana stoji na natrpanem mestu na obali Bodenskega jezera neposredno v pristanišču mesta Konstanca. Njena osnova je pravokotnik 23 metrov krat 50 metrov. Dve etaži skupaj imata višino približno 11 metrov. Nad tem se naslanja mogočna neprava šotorasta streha z višino 28 metrov do slemena. Medtem ko je napušč na mestni strani porušen v drugo nadstropje, ima stavba na jezerski strani tri nadstropja in na vogalih izstopata dva prizidka. Nekdanji tretji osrednji obok na jezerski strani danes manjka. Ob jezerski strani je terasa in raven prizidek (zgrajen 1911), ki služi kot jedilnica restavracije.
Spodnji dve etaži sta razdeljeni na triladijske dvorane, vsaka z osmimi deli. Stropno konstrukcijo podpira 14 močnih lesenih stebrov, pri čemer so stebri v spodnjem prostoru debelejši od tistih v zgornjem prostoru.
Zgornja in spodnja dvorana sta okrašeni s historicističnimi freskami. Freske v zgornji dvorani so delo münchenskega zgodovinskega slikarja Friedricha Pechta in njegovega kolega Fritza Schwörerja in so nastale med letoma 1869 in 1876. Upodobljeni so prizori iz zgodovine mesta. Proizvajalec galanterije Hans Prym (dedič Williama Prym GmbH & Co. KG) je leta 1913 za Spodnjo dvorano podaril dve kolosalni sliki, ki ju je profesor umetnosti iz Karlsruheja August Groh izvedel v slogu art nouveau. Slika na jezerski strani prikazuje srednjeveško barko, na strani mesta srednjeveški plesni prizor z glasbeniki. Leta 1937 je slikar iz Konstance Sepp Biehler v svetniški restavraciji ustvaril vrsto fresk, ki prikazujejo zgodovino ladijskega prometa na Bodenskem jezeru.

## Imenovanje stavbe kot Konzilna dvorana
Ime sega od trgovca s starinami Josefa Kastella, ki je od leta 1824 v svetni dvorani razstavljal spominke na papeške volitve. Iz tega je v 19. stoletju nastal izraz  Conziliumsgebäude. Danes se stavba lokalno imenuje preprosto Konzil.